# Manzanilla, Huelva

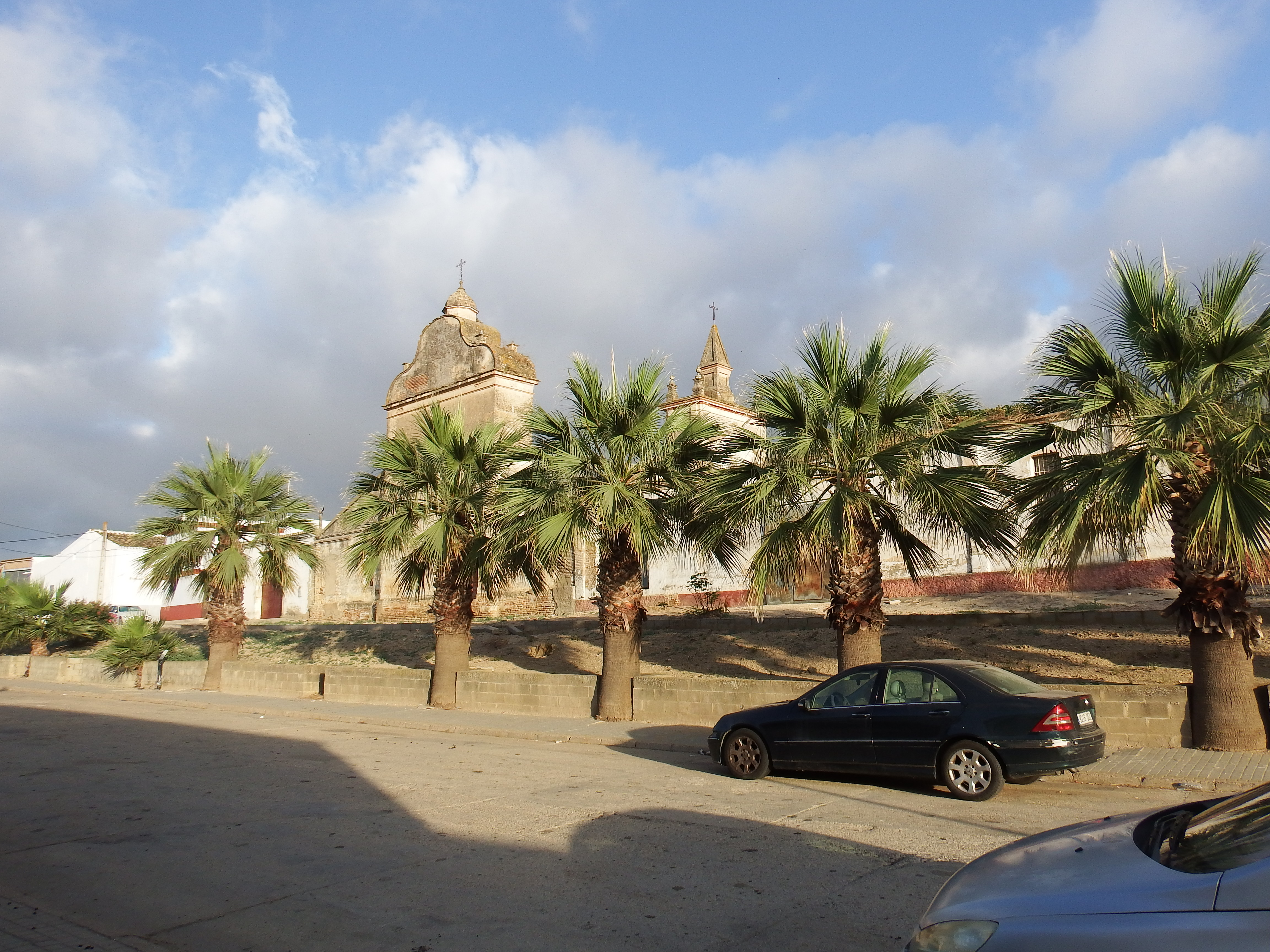

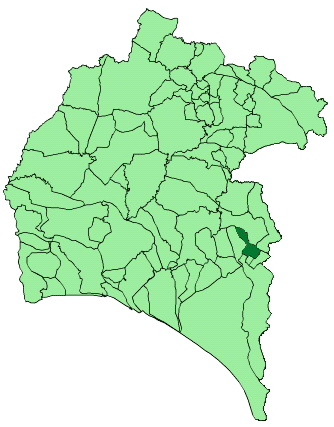
Bản đồ Manzanilla, Huelva

Manzanilla là một đô thị ở tỉnh Huelva, Tây Ban Nha. Theo điều tra dân số năm 2005, thị trấn này có dân số 2.384 người. Năm 2007, ước dân số là 2.403 người. Thị trấn này có diện tích 40 km², mật độ dân số 59,6 người/km². Thị trấn này nằm ở độ cao 164m và cách tỉnh lỵ Huelva 54 km.